# Antarcturus kladophoros
Antarcturus kladophoros är en kräftdjursart som beskrevs av Stebbing 1908. Antarcturus kladophoros ingår i släktet Antarcturus och familjen Antarcturidae. Inga underarter finns listade i Catalogue of Life.